# Jean-Théodore Laurent
Jean-Théodore Laurent (Aquisgrana, 6 luglio 1804 – Lussemburgo, 20 febbraio 1884) è stato un vescovo cattolico tedesco.

## Biografia
Monsignor Jean-Théodore Laurent nacque ad Aquisgrana il 6 luglio 1804 in una famiglia di modeste condizioni economiche. Suo padre, il lussemburghese Franz Laurent, ebbe quattordici figli con la moglie Gertrude Schönen, originaria di Aquisgrana.

### Formazione e ministero sacerdotale
Dopo aver frequentato il ginnasio ad Aquisgrana, per due anni studiò teologia a Bonn. Non amando le lezioni del professor Georg Hermes, si trasferì nella diocesi di Liegi, dove continuò gli studi in seminario.
Il 14 marzo 1829 fu ordinato presbitero per la diocesi di Liegi. In seguito fu vicario parrocchiale di Heerlen dal 1829 al 1835 e parroco di Gemmenich, una frazione di Plombières, dal 1835 al 1839. In questo periodo si intensificò la controversia della Chiesa di Colonia e anche padre Laurent vi prese parte con i suoi scritti. Egli prese difese il fondatore dell'Aachener Priesterkreis ed ultramontanista Leonhard Aloys Joseph Nellessen, discutendo contro i principi di Georg Hermes. Padre Laurent era inoltre amico personale del professore dell'Università di Lovanio Karl Möller e del nunzio apostolico a Bruxelles Raffaele Fornari.

### Ministero episcopale
Il 17 settembre 1838 papa Gregorio XVI lo nominò vicario apostolico delle Missioni Settentrionali e vescovo titolare di Chersoneso di Creta. Ricevette l'ordinazione episcopale il 27 dicembre successivo nella cattedrale di Liegi dal vescovo di Liegi Cornelis Richard Antoon van Bommel, coconsacranti l'arcivescovo Carlo Giuseppe Benedetto Mercy d'Argenteau, nunzio apostolico in Germania, e il vescovo di Namur Nicolas-Joseph Dehesselle. Il governo della città-stato di Amburgo (sede vicariale dal 1839) tuttavia non accettò la sua nomina a causa della sua posizione durante la controversia ecclesiastica e pertanto monsignor Laurent il 15 novembre 1840 chiese di essere sollevato dal suo ufficio. Fino ad allora, aveva abitato ad Aquisgrana.
Il 1º dicembre 1841 papa Gregorio XVI lo nominò vicario apostolico di Lussemburgo. La sua nomina fu tenuta segreta per volontà di re Guglielmo II dei Paesi Bassi che era anche granduca di Lussemburgo poiché i due reami erano in unione personale. Seguirono scontri tra monsignor Laurent, orientato verso Roma, e il governo liberale lussemburghese. Monsignor Laurent si sforzò di istituire un seminario, un sistema parrocchiale regolamentato e per rafforzare l'influenza della Chiesa nelle scuole.
Durante la rivoluzione del 1848-1849 gli vennero rivolte diverse false accuse e il governo si agitò sempre più per il suo licenziamento. Monsignor Laurent lasciò infine il Lussemburgo il 1º maggio 1848. Il re olandese e il governo tuttavia non ammorbidirono i loro toni. Il 2 giugno 1856 presentò le sue dimissioni su richiesta di papa Pio IX. Questi le accettò il 10 luglio successivo. Il governo lussemburghese accettò di assegnargli una pensione. Il 20 maggio 1856 in Lussemburgo ci fu una dichiarazione formale che riabilitava il vescovo.
Si trasferì ad Aquisgrana, nella residenza del fratello Josef, archivista e bibliotecario della città, e fu coinvolto nella fondazione di diversi monasteri, in particolare di quello delle Suore del Povero Bambino Gesù, delle quali fu direttore spirituale. Predicò spesso dal pulpito della loro chiesa. Nel 1879 esse furono esiliate a Simpelveld a causa del kulturkampf e monsignor Laurent rimase presso di loro.
Morì a Lussemburgo il 20 febbraio 1884. Fu sepolto nel cimitero delle Suore del Povero Bambino Gesù.
Monsignor Laurent era una persona complicata e caratterizzata da un certo squilibrio. Guidato nelle sue azioni da sentimenti e stati d'animo, seguì le sue simpatie e le sue antipatie e appariva spontaneo ed energico nelle sue dichiarazioni. Altre volte era pieno di malinconia e tristezza. Nelle questioni riguardanti la Chiesa cattolica, tuttavia, era sempre pieno di energia, senza compromessi e sempre pronto a combattere. Si considerava il guerriero di una fede ortodossa, rifiutando tutto ciò che appariva favorevole alle idee di Georg Hermes. Dotato di una grande conoscenza teologica, era uno studioso e non un agitatore o un aggressore. Il suo coraggio, la sua sincerità e la sua devozione gli valsero il rispetto dei suoi avversari.

## Opere
- Rechtfertigung des Herrn Erzbischofs von Köln gegen die politischen Beschuldigungen des Herrn Ministers von Altenstein. 1838
- Des Hl. Petrus von Alkantara goldenes Büchlein von dem Gebete und der Betrachtung. Aachen 1839
- Himmelsharfe. Katholisches Kirchenliederbuch, auch zum häuslichen Gebrauch. Luxbg. 1846
- Katechismus der Römisch-Katholischen Religion, zunächst für das Apostolische Vikariat Luxemburg. Luxbg 1847–1883
- Größerer Katechismus. Luxbg. 1847–1879
- Kleiner Katechismus. Luxbg. 1848–1883
- Jesus Christus, die Wahrheit, der Weg und das Leben. Kanzelvorträge. Köln 1850
- Die zeitlichen Segnungen des Christentums. Kanzelvorträge. Köln 1851
- Die hl. Geheimnisse Mariä der jungfräulichen Gottesmutter. 3 Bde Mainz 1856–1870
- Les mystères de la s. Vierge Marie, Mère de Dieu. Sermons. 2 vol. Bruxelles 1857
- Rede zum 50. Priesterjubiläum des Hochw. Herrn Dr. L.A.J. Nellessen. Aachen 1858
- Christologische Predigten. 2 Teile. Mainz 1860
- Das hl. Evangelium unseres Herrn Jesus Christus nach Matthäus, Markus, Lukas und Johannes übersetzt und erklärt. Ein Handbuch für katholische Laien. Freiburg 1878
- Oberhirtliche Aktenstücke 1842-1848; Geistliche Vorträge aus den Jahren 1871 und 1874. 4 Bde. Mskr. ASK.
- Sonntäglicher Unterricht über den Katechismus. Neuer Kursus. Bd 1 Mskr. ASK.

## Genealogia episcopale
La genealogia episcopale è:
- Vescovo Johannes Wolfgang von Bodman
- Vescovo Marquard Rudolf von Rodt
- Vescovo Alessandro Sigismondo di Palatinato-Neuburg
- Vescovo Johann Jakob von Mayr
- Vescovo Giuseppe Ignazio Filippo d'Assia-Darmstadt
- Arcivescovo Clemente Venceslao di Sassonia
- Arcivescovo Massimiliano d'Asburgo-Lorena
- Vescovo Kaspar Max Droste zu Vischering
- Vescovo Josef Ludwig Alois von Hommer
- Vescovo Nicolas-Alexis Ondernard
- Vescovo Cornelis Richard Antoon van Bommel
- Vescovo Jean-Théodore Laurent